# Бурден, Энтони
Э́нтони Майкл Бурде́н (англ. Anthony Michael Bourdain; 25 июня 1956[…], Нью-Йорк, Нью-Йорк — 8 июня 2018[…], Кайзерсберг-Винобль) — американский шеф-повар, писатель, путешественник-документалист и телеведущий, известный по программам, исследовавшим международную культуру, кухню и человеческую ситуацию. Бурден считался одним из наиболее влиятельных шеф-поваров современности.
Окончивший Кулинарный институт Америки в 1978 году Бурден за свою долгую карьеру был шеф-поваром различных известных ресторанов, в том числе «Brasserie Les Halles» на Манхэттэне. Первоначальную известность ему принесла ставшая бестселлером книга «О еде: строго конфиденциально», изданная в 2000 году.

## Ранние годы
Энтони Майкл Бурден родился в Нью-Йорке 25 июня 1956 года, был старшим из двух сыновей Глэдис (урожденной Саксман) и Пьера Бурдена. Хотя он не был воспитан в определенной религии, его отец был католиком, в то время как его мать была еврейкой. Бурден заявил, что, хотя он считался евреем по определению иудаизма: «Я никогда не был в синагоге. Я не верю в высшую силу. Но это не делает меня менее еврейским, я не думаю». Его семья также не была религиозной. Во время рождения Бурдена Пьер был продавцом в нью-йоркском магазине фотоаппаратов, а также менеджером в магазине звукозаписи. Позже он стал исполнительным директором Columbia Records, а Глэдис была штатным редактором в The New York Times. Дедушка и бабушка Бурдена по отцовской линии были французами; его дед по отцовской линии эмигрировал из Аркашона в Нью-Йорк после Первой мировой войны. Отец Бурдена в детстве проводил лето во Франции и вырос, говоря по-французски. Бурден провел большую часть своего детства в Леонии, штат Нью-Джерси. В юности Бурден был членом бойскаутов Америки.

## Карьера на телевидении
Его первое шоу о еде и путешествиях, «Тур повара», транслировалось на канале Food Network с 2002 по 2003 год.
В 2005 году он начал сотрудничество с каналом Travel Channel, где вёл программы «Энтони Бурден: Без предварительных заказов» (2005—2012) и «Пересадка» (2011—2013).
С 2013 по 2015 год он был судьёй реалити-шоу «Вкус», в то же время перейдя на канал CNN, где в качестве ведущего он работал над программой «Энтони Бурден: Неизведанные места» (2013—2018) (в сотруднимчестве с Roads & Kingdoms).

## Личная жизнь
В 1985 году Бурден женился на своей школьной подруге Нэнси Путкоски. Они прожили вместе двадцать лет, разведясь в 2005 году. 
20 апреля 2007 года Бурден женился на Оттавии Бусиа, мастере боевых искусств. Их дочь, Ариана, родилась в 2007 году. Они разошлись в 2016 году. Как отметил сам Бурден, на их отношениях негативно сказалось его нахождение вдали от семьи в течение 250 дней в году ввиду работы над телевизионными шоу. 
В 2017 году он начал встречаться с актрисой Азией Ардженто, с которой познакомился на съёмках программы «Неизведанные места» в Риме.
Бурден практиковал бразильское джиу-джитсу. В августе 2015 года он получил синий пояс.
Бурден был известен как заядлый курильщик. Он бросил курить в середине 2007 года, после рождения дочери. Бурден также испытывал проблемы с наркотиками, в том числе с кокаином, героином и ЛСД. Он поборол зависимость в 1980-х годах.

## Смерть
8 июня 2018 года Бурден был найден мёртвым в его комнате в отеле «Le Chambard» в Кайзерсберге, Франция. По предварительным данным следствия, смерть наступила в результате самоубийства через повешение. Бурден путешествовал вместе со своим другом Эриком Рипертом, который заволновался после того, как тот пропустил ужин и завтрак. Кристиан де Роккиньи, прокурор провинции Кольмар, заявил, что на теле Бурдена не было обнаружено признаков борьбы, охарактеризовав самоубийство как «импульсивное действие». Результаты токсикологии показали отсутствие следов наркотиков и лишь небольшое содержание терапевтического ненаркотического лекарства. На момент своей смерти Бурден работал над эпизодом «Неизведанных мест» неподалёку от Страсбурга.
Самоубийство Бурдена стало эпизодом теории заговора об убийствах по заказу семьи Клинтон, которую, в частности, пропагандировал сайт yournewswire.com.

## Фильмография
26 октября 2019 года стало известно, что кинокомпании CNN Films, HBO Max и Focus Features объединили свои силы для производства документального фильма о жизни и карьере Энтони Бурдена. 
Режиссёр ленты Морган Невилл. Сначала состоялась кинотеатральная премьера, затем ленту показали на канале CNN, а после она стала доступна на стриминговой платформе HBO Max. 
При создании фильма некоторые фразы были надиктованы голосом Энтони Бурдена при помощи компьютерных технологий, и это решение было раскритиковано как неэтичное.